# کاپیتول ایالت نوادا

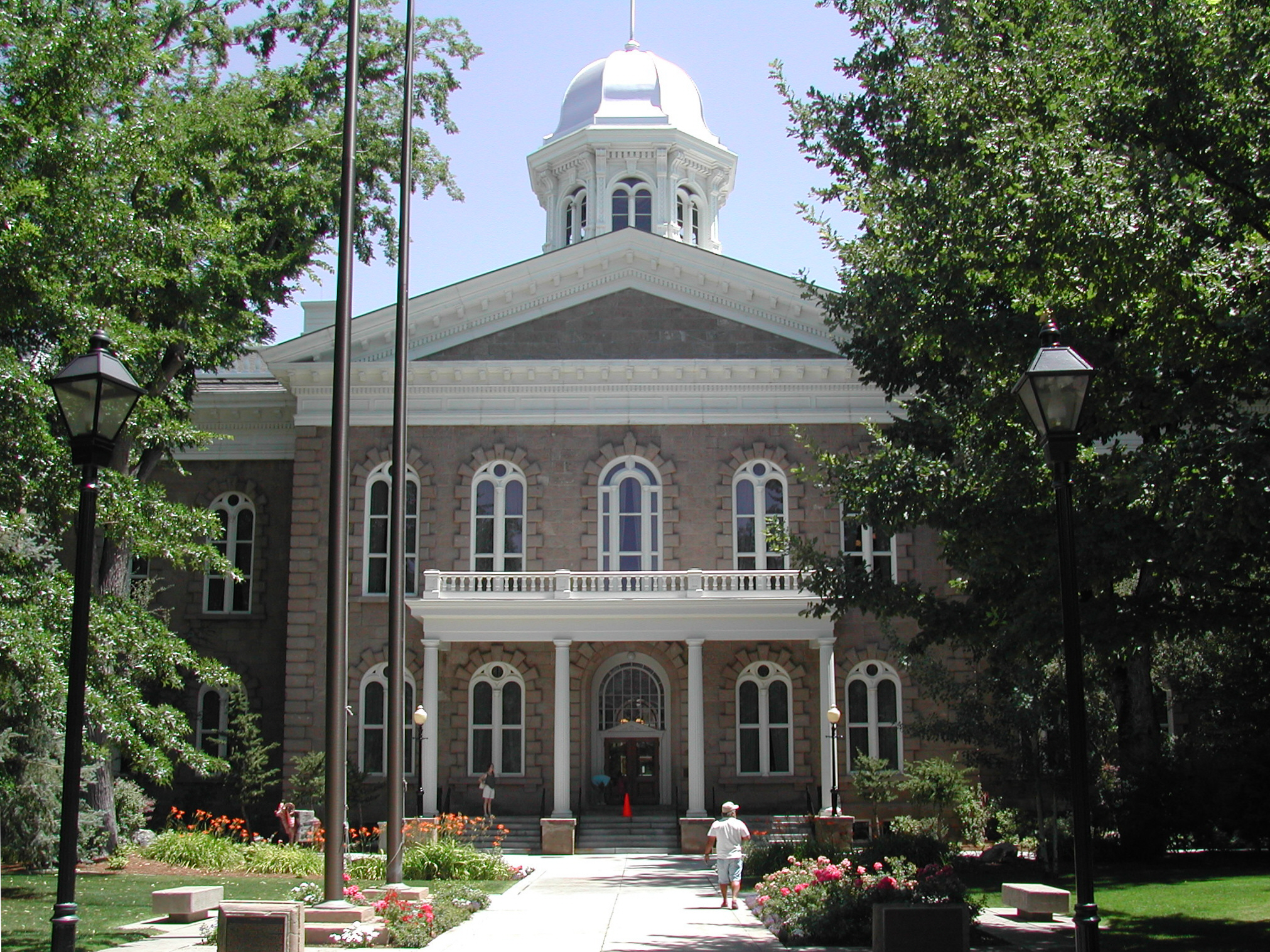

ساختمان پایتخت ایالت نوادا (Nevada State Capitol) بنایی است که شاخه مقننه دولت نوادا در آن قرار دارد. معماران بنا عبارتند از
- Joseph Gosling

بنای کنونی در سال ۱۸۷۱ ساخته گردید و در کارسون سیتی قرار دارد.
این بنا هم خانه مجلس عوام است هم مجلس سنای ایالت.

## نگارخانه

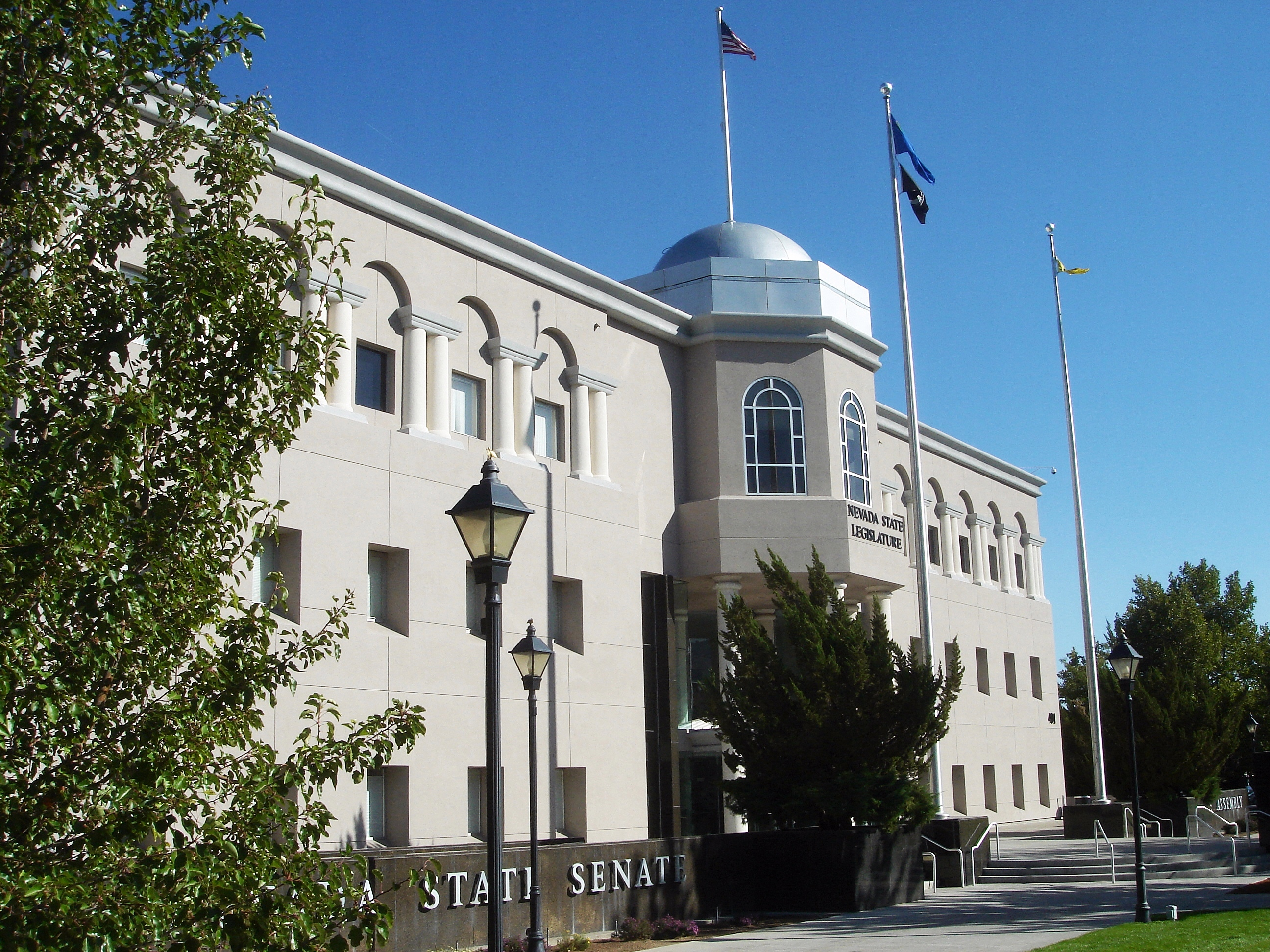
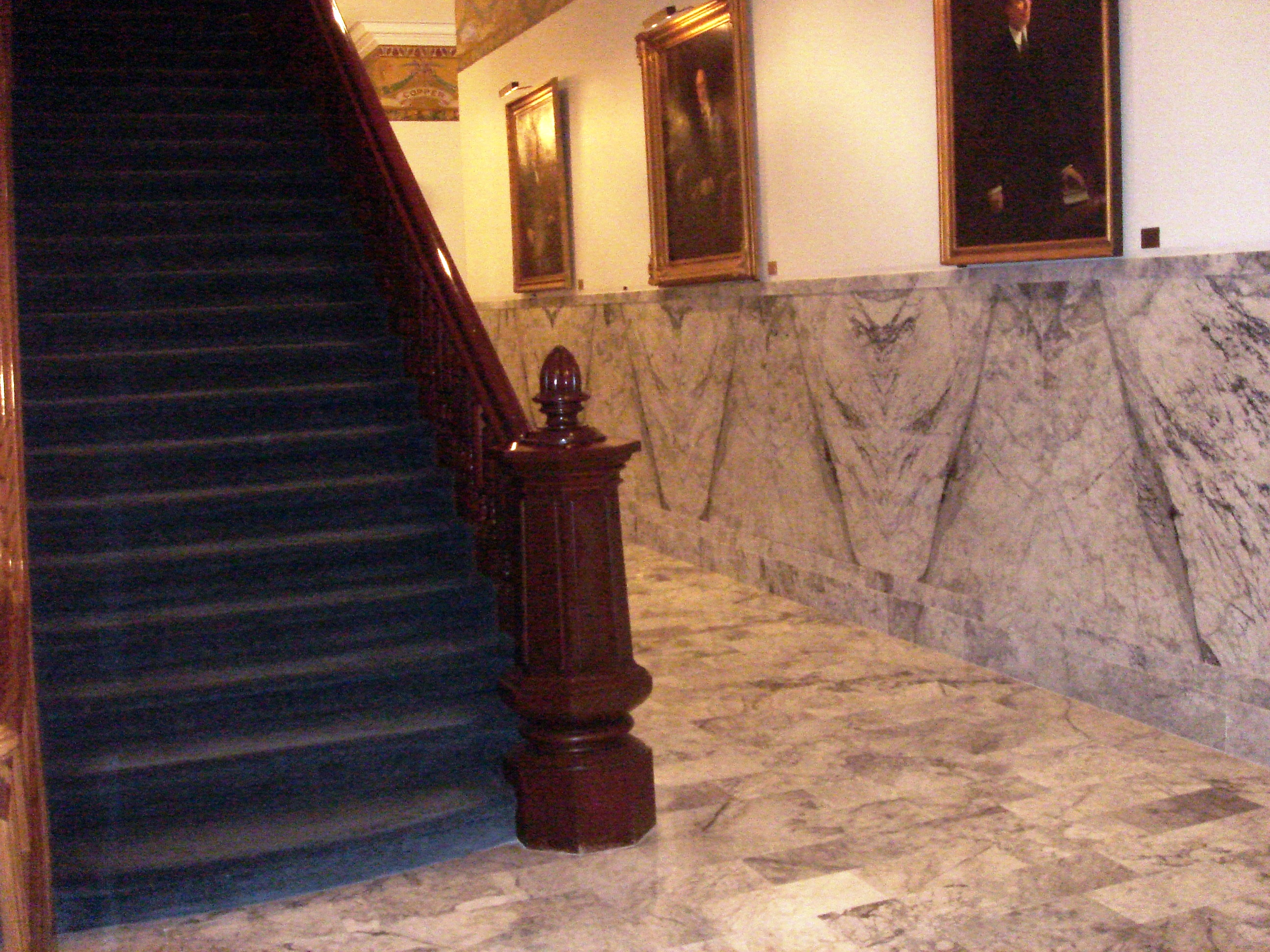
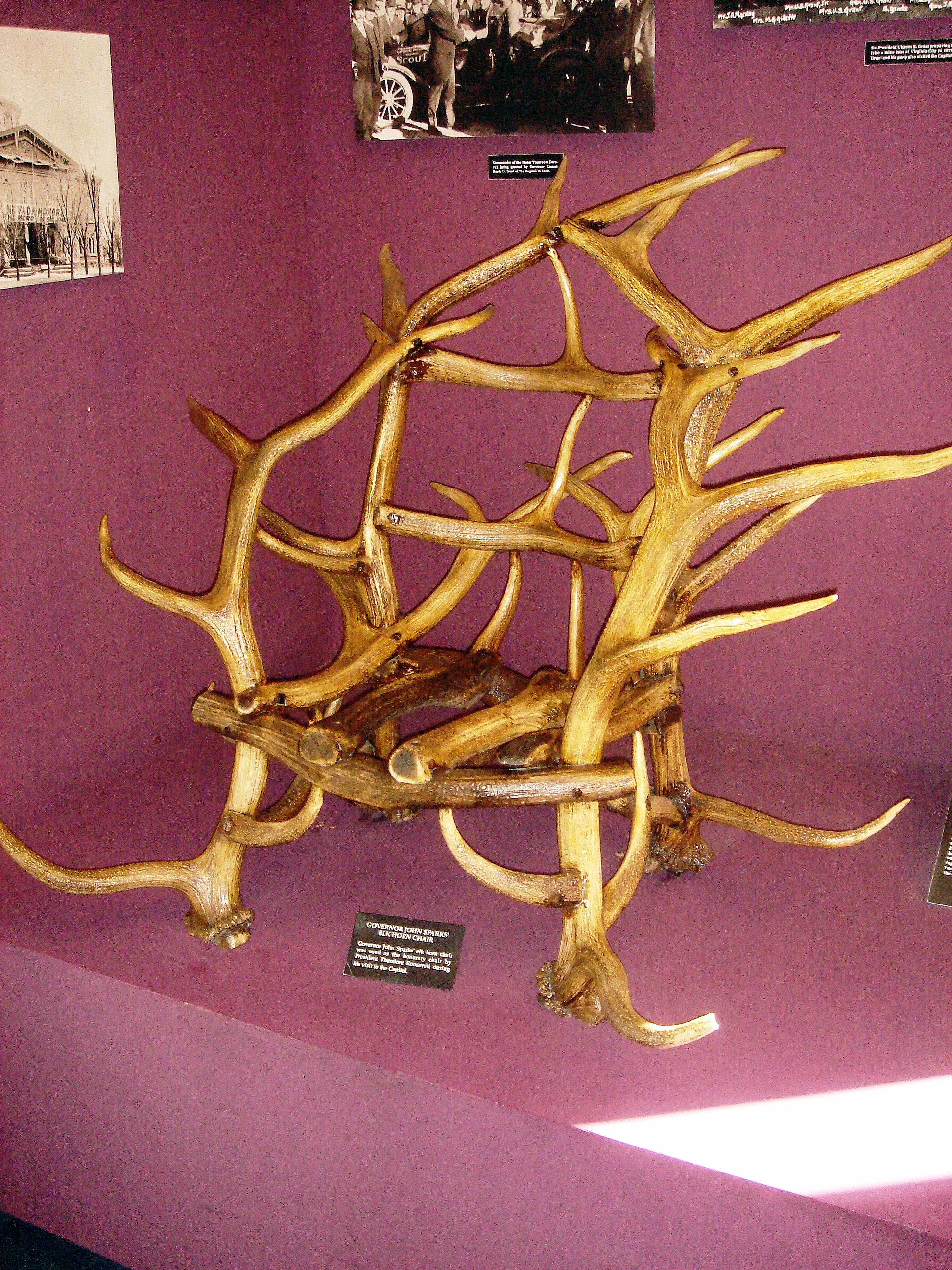
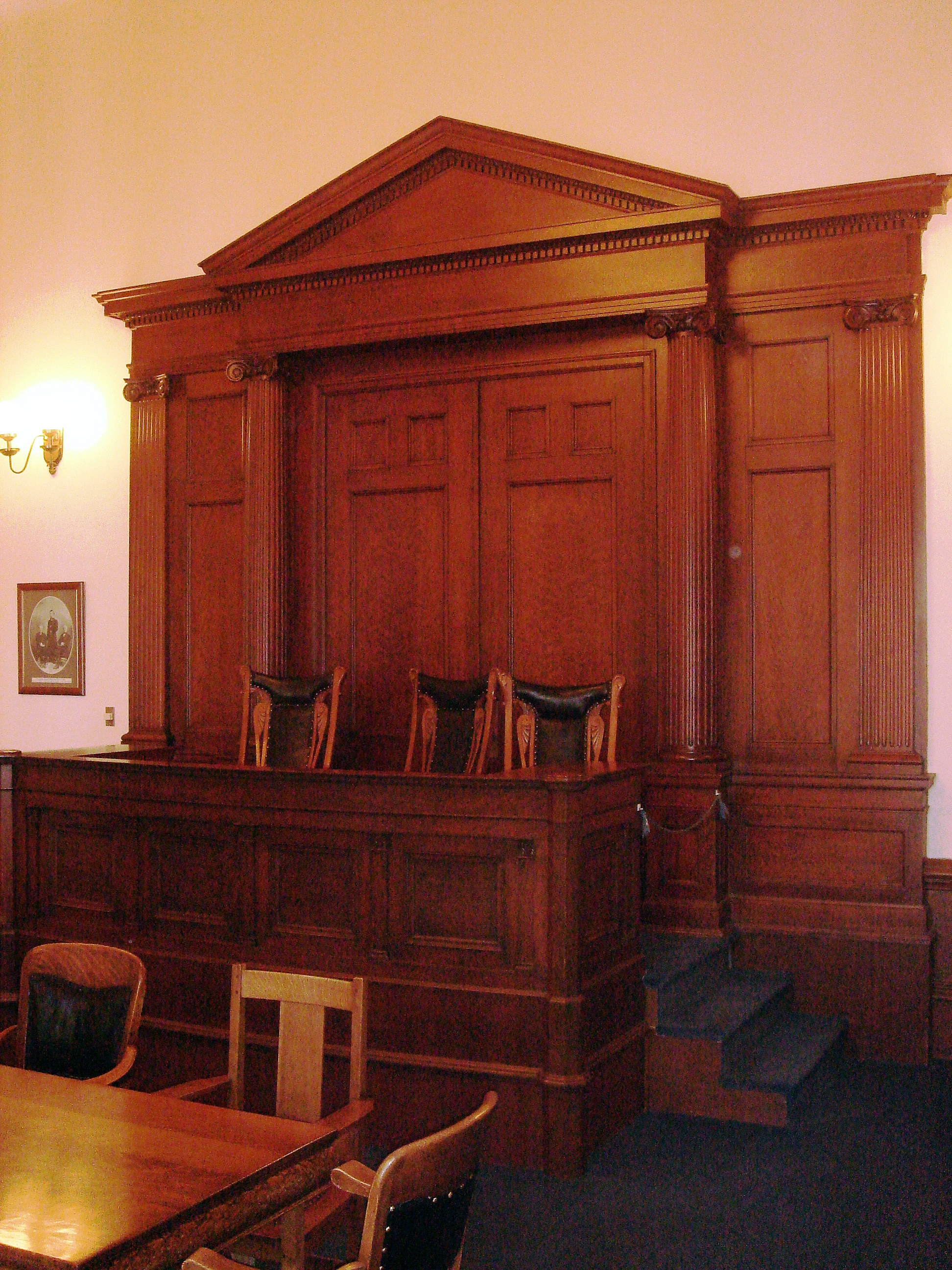